# Kazumichi Takagi
Kazumichi Takagi (jap. 高木 和道, Takagi Kazumichi; * 21. November 1980 in Yasu, Präfektur Shiga) ist ein ehemaliger japanischer Fußballspieler.

## Karriere

### Verein
Das Fußballspielen erlernte Kazumichi in der Kusatsu Higashi High School sowie in der Kyoto Sangyo University. Seinen ersten Vertrag unterschrieb er beim japanischen Verein Shimizu S-Pulse, der in Shimizu beheimatet ist. Bei dem Verein stand er acht Jahre unter Vertrag. Während der Zeit bei Shimizu wurde er 2004 zu Vissel Kōbe verliehen. Hier kam er 13 Mal zum Einsatz. Für Shimizu trug 156 Mal das Trikot, wobei er 2 Tore schoss. 2009 wechselt er für zwei Jahre zu Gamba Osaka. In 53 Spielen traf er 3 Mal das Tor. 2012 ging er wieder für ein Jahr zu Vissel Kōbe. Von 2013 bis 2014 spielte er bei Ōita Trinita, das auf der Insel Kyushu beheimatet ist. Nach 61 Spielen wechselte er 2015 zm Zweitligisten FC Gifu. Hier absolvierte er 29 Spiele. 2016 schloss er sich Júbilo Iwata an, wo er aber nicht zum Einsatz kam. 2017 wechselte er nach Thailand und unterschrieb einen Vertrag beim in der Thai League 2 spielenden Air Force Central FC in Rangsit. 2018 ging er zurück nach Japan und schloss sich Mio Biwako Shiga an. Ende 2018 beendete er seine Karriere als Fußballer.

### Nationalmannschaft
Im Jahr 2008 debütierte Kazumichi Takagi für die japanische Fußballnationalmannschaft. Er hat insgesamt fünf Länderspiele für Japan absolviert.